# 로마의 리오네

오늘날 로마의 리오네 지도. 각 리오네는 로마 숫자로 순번이 매겨져 있다. 리오네의 명칭은 아래 목록 참고.

로마의 리오네(이탈리아어: rione, 이탈리아어 발음: [riˈoːne], 복수형 리오니 rioni)는 예로부터 쓰여온 이탈리아 로마의 행정 구역이다.
'리오네'라는 명칭은 14세기 이탈리아에서 특정 도시의 구역을 지칭하는 단위로 사용되기 시작하였다. 특히 로마 시의 옛 행정구역으로부터 기원하여 사용되기 시작한 명칭이다. 라틴어의 '레기오' (regio, 지역)로부터 비롯된 말이며 중세 시기에 '레조네스' (rejones)로 바뀐 것이 다시 '리오네' (rione)로 변화한 것이다.
오늘날 리오네는 로마의 영역이 확장되고 구역명도 무니치피오 (Municipio)로 대체되면서 행정구역으로서의 기능은 거의 상실했지만, 수백년간 쓰여온 지역명으로서 여전히 사용되고 있다. 현재 행정구역상으로는 모든 리오네가 로마의 1구에 속해 있다.

## 역사

### 고대 로마

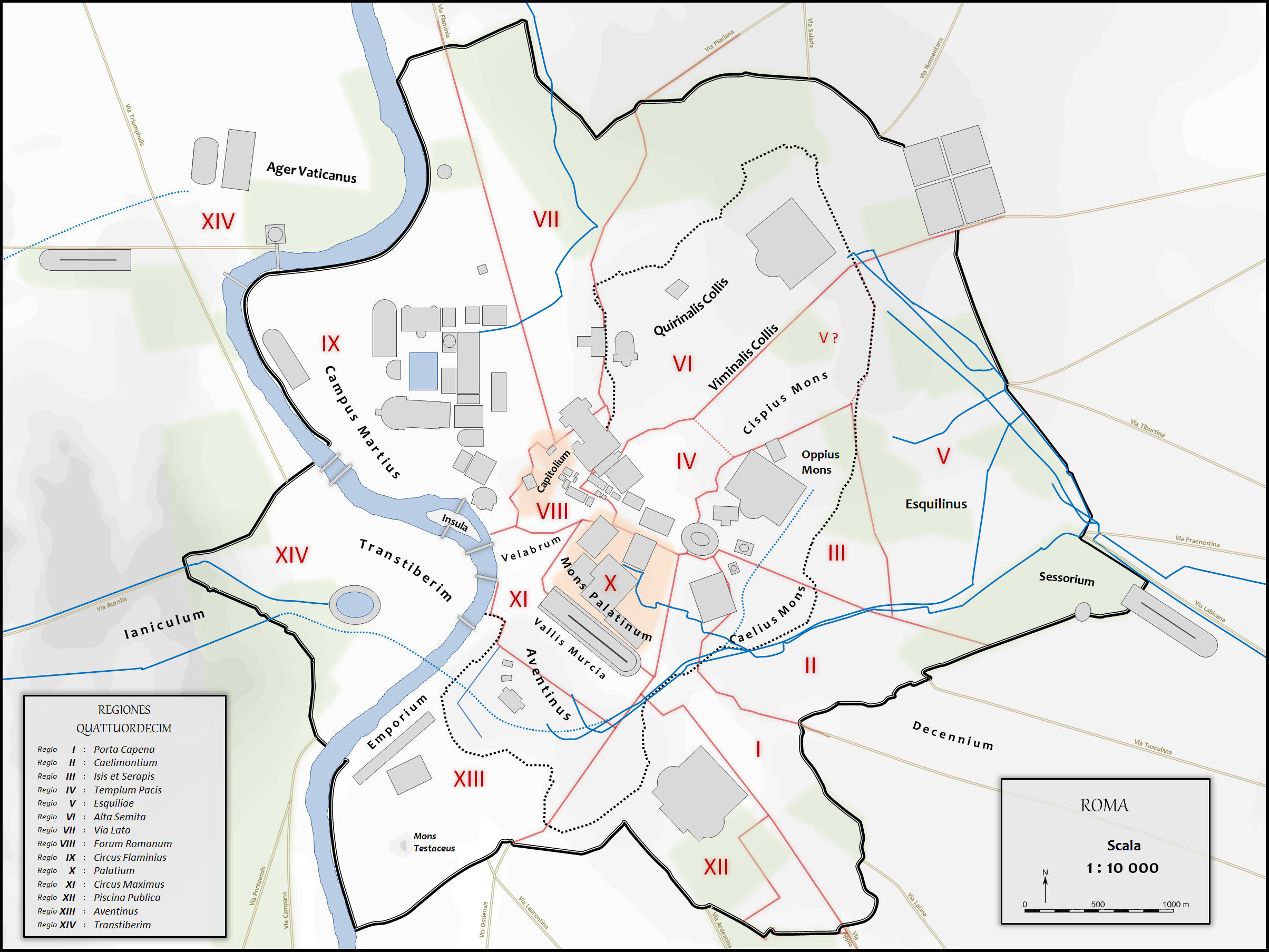
아우구스투스기 로마 14구

전승에 따르면 재6대 로마 국왕이었던 세르비우스 툴리우스가 로마 시를 처음으로 4개의 구역 (regiones)으로 나누었다고 한다. 로마 공화정이 종식된 직후 행정개편 과정에서 초대 로마 황제였던 아우구스투스는 로마 14구를 신설하였다. 이 같은 행정구역은 로마 제정기 내내 이어졌으며
4세기 〈구역 목록〉 (Cataloghi regionari)이라는 문서를 통해 구역의 명칭과 정보가 정리되기에 이른다.
이 시기 로마 14구는 트란스티베림 (Transtiberim)이라는 구역을 제외하면 모두 티베르강 좌안 지대에 위치해 있었다. 전체 목록은 다음과 같다.
1. 포르타 카페나 (Porta Capena)
2. 카일리몬티움 (Caelimontium)
3. 이시스 에트 세라피스 (Isis et Serapis)
4. 템플룸 파시스 (Templum Pacis)
5. 에스퀼리아이 (Esquiliae)
6. 알타 세미타 (Alta Semita)
7. 비아 라타 (Via Lata)
8. 포룸 로마눔 (Forum Romanum)
9. 시르쿠스 플라미니우스 (Circus Flaminius)
10. 팔라티움 (Palatium)
11. 시르쿠스 막시무스 (Circus Maximus)
12. 피스키나 푸블리카 (Piscina Publica)
13. 아벤티누스 (Aventinus)
14. 트란스티베림 (Transtiberim)

### 중세
서로마 제국의 몰락과 함께 로마 시도 쇠락하면서 로마의 인구도 감소하였고, 이에 따라 기존의 행정구역도 사용할 수 없게 되었다. 12세기에 이르러 로마를 12개 지역으로 나누기 시작하였으나 사람들 사이에서 널리 쓰였을 뿐 공식적인 행정구역은 아니었다. 이 시기의 구분법은 고대의 행정구역과는 달랐음에도, 라틴어로는 '레기오' (regio), 언중에서는 '리오네' (rione)라는 똑같은 이름으로 부르기 불렸다.
13세기부터는 이 리오네가 공식 행정구역으로 채택되는 동시에 그 영역도 조금 더 확실히 정해지게 되었다. 리오네의 수는 13개로 늘었으며 16세기까지 유지되었다. 하지만 각 리오네의 경계가 여전히 두루뭉실한 것은 마찬가지였다.
리오네의 대표는 '카포리오네' (Caporione)라고 불렀다. 다만 리오네 자체는 구의회 등 정치적 주체로서 취급된 것이 아니라 오로지 행정구역의 개념으로서만 사용되었다.

### 근세

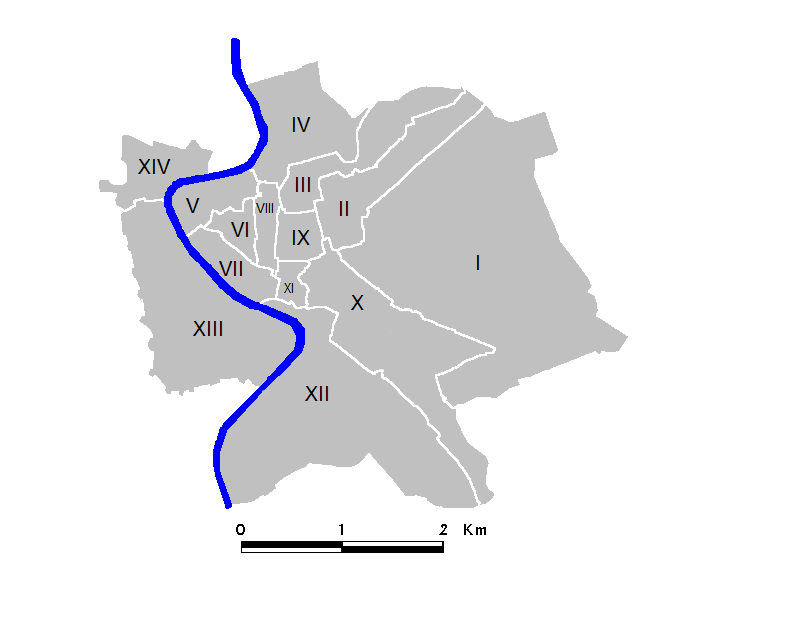
로마 14구 (1586년~1789년)

르네상스기에 접어들면서 행정조직의 심화와 도시의 팽창과 더불어 리오네의 경계를 명확히 수립할 필요성이 대두되었다.
1586년 교황 식스토 5세는 기존의 13개 리오네에 보르고 (Borgo)라는 14번째 리오네를 신설하였다. 보르고는 오늘날 바티칸 시국 바로 앞동네에 해당되는 지역으로서 기존에는 로마 시와는 분리된 행정구역이었다. 이 때의 개편으로 정립된 로마 14구 체제는 로마 인구의 저성장과 더불어 19세기까지 유지되었다.
1744년 교황 베네딕토 15세는 로마 14구의 경계 혼동이 잦은 것을 우려하여 행정구역 경계를 다시 세우라는 명을 베르나르디니 백작에게 내렸다. 이에 각 리오네마다 경계를 알리는 대리석판이 그 경계에 면한 건물에 부착되었는데 오늘날에도 상당수가 남아있다.
1798년 로마 공화국 시기에는 로마 전체가 12개 리오네로 다시 개편되었다. 그 목록과 현재의 리오네를 비교하면 다음과 같다.
1. 테르메 (Terme, 몬티)
2. 수부라 (Suburra, 몬티)
3. 퀴리날레 (Quirinale, 트레비)
4. 핀초 (Pincio, 콜로나)
5. 마르테 (Marte, 캄포마르치오)
6. 브루토 (Bruto, 폰테)
7. 폼페오 (Pompeo, 레골라 / 파리오네)
8. 플라미니오 (Flaminio, 산테우스타키오)
9. 판테온 (Pantheon, 피냐 / 산탄젤로)
10. 캄피돌리오 (Campidoglio, 캄피텔리 / 리파)
11. 자니콜로 (Gianicolo, 트라스테베레)
12. 바티카노 (Vatican City, 보르고)

12구로 나뉜지 머지않아 프랑스의 나폴레옹이 점령하게 된 로마는 다시 한번 8개 구역으로 나뉘었는데 이번에는 '주스티치에' (Giustizie)라는 이름으로 불렸다. 그 목록은 다음과 같다.
1. 몬티
2. 트레비
3. 콜로나와 캄포마르치오
4. 폰테와 보르고
5. 파리오네와 레골라
6. 산테우스타키오와 피냐
7. 캄피텔리와 산탄젤로와 리파
8. 트라스테베레

결과적으로 두세 개의 리오네가 하나로 묶고 이름을 새로 붙인 것을 볼 수 있다. 당시 프랑스 점령군은 각 거리의 명판마다 속한 지역을 명시했다고 한다.

### 근대
나폴레옹이 실각한 뒤 한동안 변함 없이 유지되던 로마의 행정구역은 19세기 말 이탈리아 왕국이 건국되고 새 수도로 지정되면서 변화를 예고했다. 수도 지정과 함께 대대적인 도시화와 인구의 증가를 불러왔으며, 로마시의 기존 경계였던 아우렐리아누스 성벽 너머로 시가지가 확대되었다.
이러한 변화를 반영해 1874년 몬티 리오네에서 일부 지역을 분리하여 에스퀼리노 리오네를 신설, 로마의 리오네는 15구로 늘었다. 20세기 초에는 일부 리오네를 분할하고, 아우렐리아누스 성벽 바깥쪽 지역도 로마 시역에 편입되기 시작하였다.
1921년 22개 리오네로 확대되었으며 이 때 프라티 리오네가 편입되었다. 우르바누스 3세 성벽 바깥의 유일한 리오네이기도 했다.
1972년에는 기존의 리오네를 대체한 '치르코스크리치오네'라는 행정구역이 신설되었고, 이는 나중에 무니치피오 (구)로 이름이 바뀌어 지금까지 이어져 오고 있다. 이 때 20개 리오네는 로마 1구로, 보르고와 프라티는 로마 17구로 묶였다. 2013년에는 보르고와 프라티 리오네도 로마 1구로 편입되었다.

## 목록
오늘날 로마의 22개 리오네는 다음과 같다.
| 문장 | 순번 | 명칭               | 인구 (2022년) | 면적       | 인구밀도      | 구  | 위치 |
| ---- | ---- | ------------------ | ------------- | ---------- | ------------- | --- | ---- |
|      | 1    | 몬티               | 11,956명      | 1.6508km²  | 7052.9명/km²  | 1구 |      |
|      | 2    | 트레비             | 2,063명       | 0.5503km²  | 3973.6명/km²  | 1구 |      |
|      | 3    | 콜로나             | 1,898명       | 0.2689km²  | 6576.4명/km²  | 1구 |      |
|      | 4    | 캄포마르치오       | 5,470명       | 0.8817km²  | 6241.4명/km²  | 1구 |      |
|      | 5    | 폰테               | 3,375명       | 0.3189km²  | 10120.8명/km² | 1구 |      |
|      | 6    | 파리오네           | 2,283명       | 0.1938km²  | 12174.2명/km² | 1구 |      |
|      | 7    | 레골라             | 3,017명       | 0.3189km²  | 9540.8명/km²  | 1구 |      |
|      | 8    | 산테우스타키오     | 1,839명       | 0.1688km²  | 10478.4명/km² | 1구 |      |
|      | 9    | 피냐               | 2,624명       | 0.2063km²  | 12336.8명/km² | 1구 |      |
|      | 10   | 캄피텔리           | 515명         | 0.5990km²  | 873.0명/km²   | 1구 |      |
|      | 11   | 산탄젤로           | 990명         | 0.1376km²  | 7953.7명/km²  | 1구 |      |
|      | 12   | 리파               | 2,477명       | 0.8485km²  | 2956.6명/km²  | 1구 |      |
|      | 13   | 트라스테베레       | 12,962명      | 1.8008km²  | 7162.0명/km²  | 1구 |      |
|      | 14   | 보르고             | 2,689명       | 0.4877km²  | 5924.8명/km²  | 1구 |      |
|      | 15   | 에스퀼리노         | 21,263명      | 1.5807km²  | 13369.1명/km² | 1구 |      |
|      | 16   | 루도비시           | 1,546명       | 0.3251km²  | 4565.1명/km²  | 1구 |      |
|      | 17   | 살루스티아노       | 2,191명       | 0.2614km²  | 8872.1명/km²  | 1구 |      |
|      | 18   | 카스트로프레토리오 | 5,228명       | 1.0374km²  | 4912.8명/km²  | 1구 |      |
|      | 19   | 첼리오             | 2,439명       | 0.8254km²  | 3021.2명/km²  | 1구 |      |
|      | 20   | 테스타초           | 7,563명       | 0.6628km²  | 11669.9명/km² | 1구 |      |
|      | 21   | 산사바             | 3,366명       | 1.1068km²  | 3107.6명/km²  | 1구 |      |
|      | 22   | 프라티             | 14,631명      | 1.2743km²  | 11207.8명/km² | 1구 |      |
|      |      | 총합               | 112,385명     | 15.4659km² | 7226.6명/km²  |     |      |

## 같이 보기
- 로마의 행정 구역
- 코무네#리오네
- 이탈리아에서 쓰이는 구급 행정 구역
  - 치르코스크리치오네
  - 콘트라데
  - 프라치오네
  - 로칼리타
  - 콰르티에레
  - 리오네
  - 세스티에레
  - 테르치에레
- 베네치아의 세스티에레

## 참고 문헌
- Castagnoli, Ferdinando; Cecchelli, Carlo; Giovannoni, Gustavo; Zocca, Mario (1958). 《Topografia e urbanistica di Roma》 (이탈리아어). Bologna: Cappelli.